# Irmgard Braun

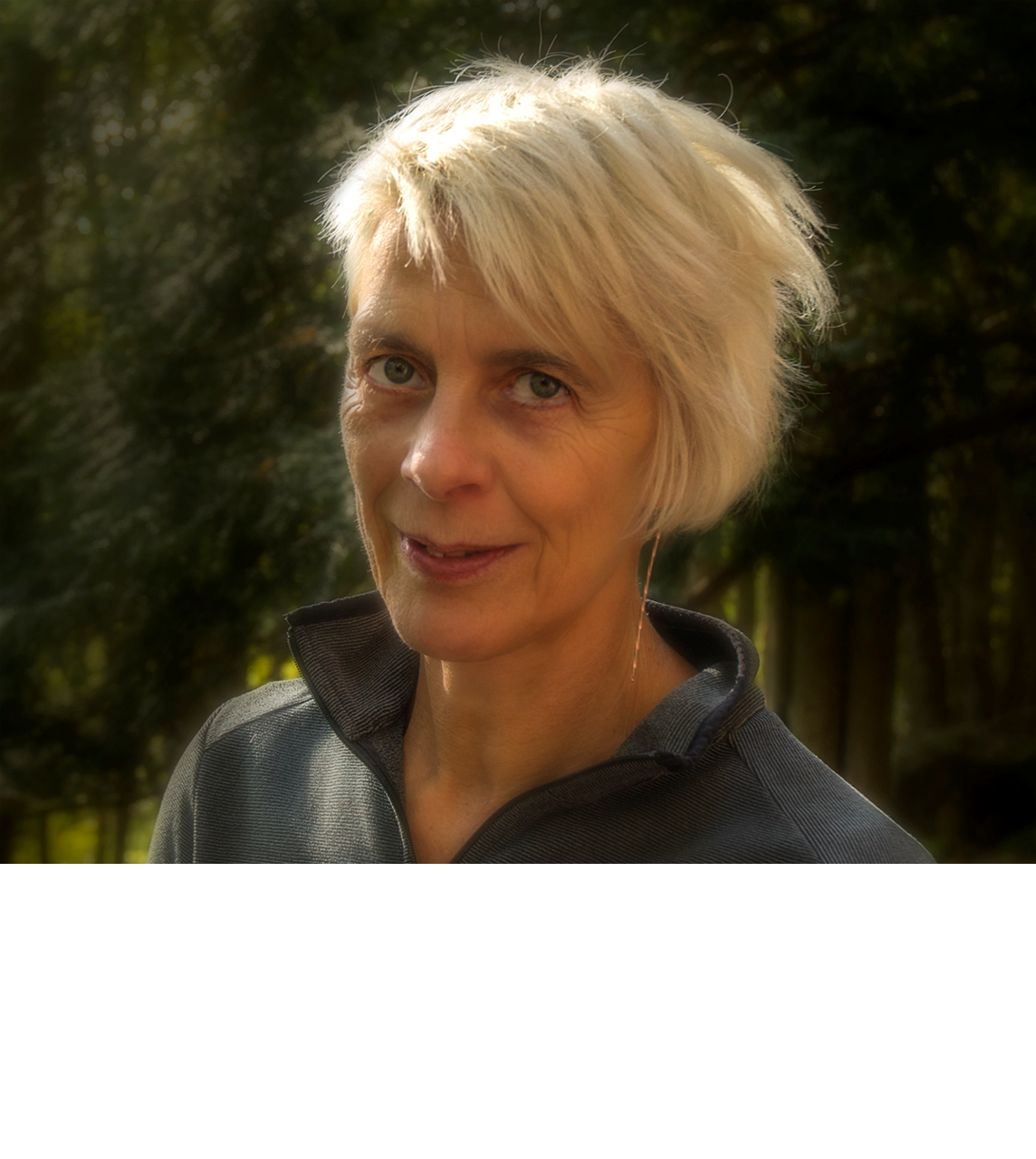
Die Autorin und Kletterin Irmgard Braun

Irmgard Braun (* 25. Februar 1952 in München) ist eine deutsche Kletterin und Buchautorin.

## Leben
Sie wuchs in Baden-Württemberg auf, studierte Mathematik und Bildende Kunst und wurde Gymnasiallehrerin. Mit etwa dreißig Jahren begann sie ernsthaft mit dem Klettern; in den 1980er Jahren zählte sie zu den besten deutschen Sportkletterinnen. Ihr gelangen Erstbegehungen im Oberen Donautal (Kater Garfield, Schwierigkeitsgrad VIII (UIAA), 1984) und auch hochalpine Routen wie die Les Droites-Nordwand und die Solleder-Führe in der Civetta-Nordwestwand. Infolge eines Knieschadens konzentrierte sie sich auf kürzere Routen und Zustiege und startete als Mitglied der deutschen Sportkletter-Nationalmannschaft bei nationalen (1991 1. Platz Stuttgarter Sportklettercup) und internationalen Wettkämpfen. Sie gab ihr Lehramt auf und zog nach München, um als Redakteurin beim Alpin-Magazin zu arbeiten. Danach wechselte sie zum Süddeutschen Verlag Medien-Service, wo sie als Redakteurin für verschiedene Fachzeitschriften tätig war. Nach ihrer Redakteurszeit begann sie mit dem Schreiben von Büchern (vorab von Kriminalromanen).

## Familie
Irmgard Braun ist mit Andreas Dick, Redakteur bei der Alpenvereinszeitschrift „Panorama“, verheiratet und hat eine Tochter.

## Bücher
- Sachbuch:
  - „Klettern – aber sicher“: Basiswissen zum Sportklettern und Bouldern (Co-Autor Gerd Heidorn), Südwest-Verlag, München 2006, ISBN 978-3517069753

- Romane:
  - Irmgard Braun: Nie wieder tot – Mord am Gardasee, Bergverlag Rother, München 2014, ISBN 978-3-7633-7067-2
  - Irmgard Braun: Mutig, aber tot – Mord am Grödner Joch, Bergverlag Rother, München 2015, ISBN 978-3-7633-7070-2
  - Irmgard Braun: Vermisst – Monika Trautners 1. Fall, Bergverlag Rother, München 2016, ISBN 978-3-7633-7077-1
  - Irmgard Braun: Verraten – Monika Trautners 2. Fall, Bergverlag Rother, München 2017, ISBN 978-3-7633-7078-8
  - Irmgard Braun: Tod an der Alpspitze, Bergverlag Rother, München 2018, ISBN 978-3-7633-7080-1